# Onthophagus victoriensis
Onthophagus victoriensis är en skalbaggsart som beskrevs av Blackburn 1903. Onthophagus victoriensis ingår i släktet Onthophagus och familjen bladhorningar. Inga underarter finns listade i Catalogue of Life.